# Trollius taihasenzanensis
Trollius taihasenzanensis là một loài thực vật có hoa trong họ Mao lương. Loài này được Masam. miêu tả khoa học đầu tiên năm 1934.